# Pedro Lima
Pedro Manuel Barata Lima (ur. 20 kwietnia 1971 w Luandzie, zm. 20 czerwca 2020 w Alcabideche) – angolsko–portugalski pływak i aktor, olimpijczyk.

## Kariera sportowa
Pływanie zaczął trenować w wieku 7 lat. Był członkiem juniorskiej kadry Portugalii. Przynajmniej od 1988 roku startował w barwach Angoli. Jako jej reprezentant dwukrotnie uczestniczył w igrzyskach olimpijskich (IO 1988, IO 1992). Na zawodach w Seulu wystąpił w trzech konkurencjach. Na dystansie 100 m stylem dowolnym uzyskał 62. czas eliminacji wśród 77 pływaków (55,53 s), zaś w wyścigu na 100 m stylem motylkowym osiągnął 42. czas pośród 51 zawodników (59,21 s). Pojawił się również na starcie wyścigu na 50 m stylem dowolnym, jednak został zdyskwalifikowany. 
Podczas igrzysk w 1992 roku wystartował w dwóch konkurencjach. Zajął 43. miejsce na 50 m stylem dowolnym, osiągnąwszy wynik 24,14 s (startowało 75 zawodników). Na dystansie 100 m stylem motylkowym uplasował się na 53. pozycji wśród 69 pływaków (58,37 s).
Dwukrotny medalista Igrzysk Afrykańskich 1991. Zdobył złoty medal w wyścigu na 50 m stylem dowolnym i brąz na 100 m stylem motylkowym.
Wielokrotny rekordzista Angoli. W 2020 roku posiadał rekordy tego kraju na 50 m stylem dowolnym (23,98 s) i 100 m stylem motylkowym (59,30 s).

## Kariera aktorska
Karierę pozasportową rozwinął w Portugalii. Początkowo pracował jako model. Został osobowością telewizyjną – był m.in. prezenterem emitowanego w stacji RTP2 programu Magacine, poświęconego tematyce kinematografii. Dalszą karierę zawodową związał przede wszystkim z aktorstwem. W jego dorobku znalazły się role teatralne i filmowe (zagrał m.in. w produkcji Drugie życie z 2009 roku), jednak najbardziej znany był z występów w portugalskich serialach i telenowelach takich jak: O Último Beijo, Ninguém como Tu, Fala-me de Amor, Espírito Indomável, Ilha dos Amores i A Outra. 

### Filmografia
Wybrana filmografia:
- 2000: Trânsito Local jako João
- 2006: The Botanist
- 2006: El Contrato jako Peter Oliveira/Shade
- 2009: Drugie życie jako Luca
- 2009: Perpétua
- 2013: Quarta Divisão jako Dono Agência
- 2014: Eclipse em Portugal jako Pastor
- 2015: A Uma Hora Incerta jako Jasmim
- 2019: O Homem Cordial jako Vitor
- 2019: Congo: No Caminho das Trevas jako Afonso Ferreira

## Życie prywatne
W latach 1997–1999 jego żoną była Patrícia Piloto, z którą miał syna João Francisco (ur. 1999). Z modelką Anną Westerlund miał czworo dzieci: Emmę (ur. 2004), Mię (ur. 2007), Maxa (ur. 2010) i Clarę (ur. 2016).
Chorował na depresję. 20 czerwca 2020 roku został odnaleziony martwy na plaży w Alcabideche (Cascais). Sekcja zwłok wykazała, że przyczyną śmierci aktora było utonięcie, które zostało poprzedzone serią samookaleczeń. Jego pogrzeb odbył się 23 czerwca 2020 roku. Kondolencje rodzinie zmarłego aktora złożył m.in. prezydent Portugalii Marcelo Rebelo de Sousa.
Starszym bratem Pedro Limy był Jorge Lima (również reprezentujący Angolę na igrzyskach olimpijskich). 